# Josse, Landes

Josse este o comună în departamentul Landes din sud-vestul Franței. În 2009 avea o populație de 793 de locuitori.

## Evoluția populației
| An        | 1975 | 1982 | 1990 | 1999 | 2006 | 2009 |
| --------- | ---- | ---- | ---- | ---- | ---- | ---- |
| Populație | 356  | 454  | 581  | 729  | 689  | 793  |